# Bani Walid (stad)
Bani Walid (Arabisch: بنى وليد; diverse transliteraties: Banu Walid, Bin Ulid, Beni Ulid, etc.) is een stad in het Libische gewest Tripolitanië.
De stad ligt 170 kilometer ten zuiden van Tripoli. In de voormalige gemeente Bani Walid leefden in 2003 77.424 mensen.
Bani Walid wordt in tweeën gedeeld door de Wadi Merdum en bezit een archeologisch museum met voorwerpen die zijn opgegraven langs de verschillende wadis bezuiden de stad, die in de Romeinse tijd en vroege middeleeuwen intensief bewoond waren (zie Limes Tripolitanus). De begraafplaats van Bani Walid, die op de monumentenlijst staat, is momenteel in gebruik als vuilstort, en het graf van een plaatselijke moslim-heilige is opgenomen in een rotonde.
Tijdens de opstand in Libië werd de stad in augustus en september 2011 belegerd door strijders van de Nationale Overgangsraad, nadat aanhangers en familieleden van Moammar al-Qadhafi zich erin hadden teruggetrokken, en mogelijk ook de verdreven leider zelf. Op 17 oktober 2011 werd de stad definitief ingenomen door troepen van de Nationale Overgangsraad.
Op 23 januari 2012 meldden verschillende media dat het centrum van de stad en de legerbasis van de Overgangsraad veroverd waren door pro-Qadhafi-strijders. Korte tijd later bleken het echter lokale milities te zijn. Op 25 januari erkende de Libische regering bij monde van de minister van Defensie de zeggenschap van plaatselijke stammen over de stad.